# Dragon Khan
Dragon Khan är en berg- och dalbana byggd i stål, placerad i nöjesparken PortAventura i Spanien. Attraktionen invigdes den 2 maj 1995.